# 골든 글로브 재단
골든 글로브 재단(Golden Globe Foundation)은 이전에 골든 글로브상을 수여했던 할리우드 외신 기자 협회(HFPA)의 비영리 후속 단체이다.
골든 글로브 시상식 자체는 2023년 6월 12일 HFPA가 해산된 후 딕 클라크 프로덕션스(DCP)가 소유하고 운영하고 있다. HFPA는 모든 자산과 지적 재산을 DCP에 매각하고 골든 글로브 재단으로 이름을 바꾸었다. 재단은 현재 이 매각 수익으로 운영되고 있다. 재단의 회장은 헨리 아르노이다.
웨스트할리우드에 본부를 두고 있으며 9명의 이사회 구성원과 3명의 직원에 의해 운영된다. 2024년 현재 재단은 65명의 회원을 보유하고 있다.
2024년 1월, 소외된 지역 사회, 대학, 전문 대학을 지원하고 영화 복원 프로젝트와 전 세계 언론인을 지원하기 위해 96개 단체에 5백만 달러의 보조금을 지급한다고 발표했다. 보조금은 여러 범주에 걸쳐 수여되었다. 여기에는 전문 멘토십 및 교육 프로그램, 영화를 통한 문화 교류 촉진, 지역 예술 및 사회 서비스와 같은 특별 프로젝트, 그리고 멘토링 프로그램이 포함되었다.
2024년 12월 83개 비영리 단체에 보조금을 지급한다고 발표했다.

## 회원
초기 회원들은 이전 할리우드 외신 기자 협회(HFPA)의 회원들로 구성되었다. 회원들은 또한 골든 글로브 시상식의 투표자이다(새로운 운영자의 매년 인증을 조건으로 함).
2023년 12월, 64명의 전 HFPA 회원들은 글로브 시상식 티켓을 받지 못할 것이라는 통보를 받은 후 투표를 거부하겠다고 위협했다.
2025년 2월, 전 HFPA 회원들은 골든 글로브 시상식 소유주로부터 매년 75,000달러를 더 이상 받지 못할 것이라는 통보를 받았다. 이는 HFPA 해체 후 크게 확장된 300명으로 구성된 새로운 투표 인원 중 50명의 투표 회원에게 영향을 미쳤다.